# Ruisseau de Rochanon
Le ruisseau de Rochanon est un ruisseau du département du Doubs, en région française de Bourgogne-Franche-Comté.

## Géographie
La longueur de son cours d'eau est de 5 km.
Le ruisseau de Rochanon prend sa source dans la commune de Bolandoz à 854 m d'altitude sous le nom de ruisseau des Abyssines et change de nom pour ruisseau de Rochanon à partir du Rocher de Rochanon où il dégringole brutalement dans un canyon en exécutant d'abord un saut de 20 m puis plusieurs cascades. Il alimentait ensuite le moulin de Rochanon, aujourd'hui disparu, mais dont il reste un barrage. Il va ensuite se perdre sur le plateau d'Amancey. 

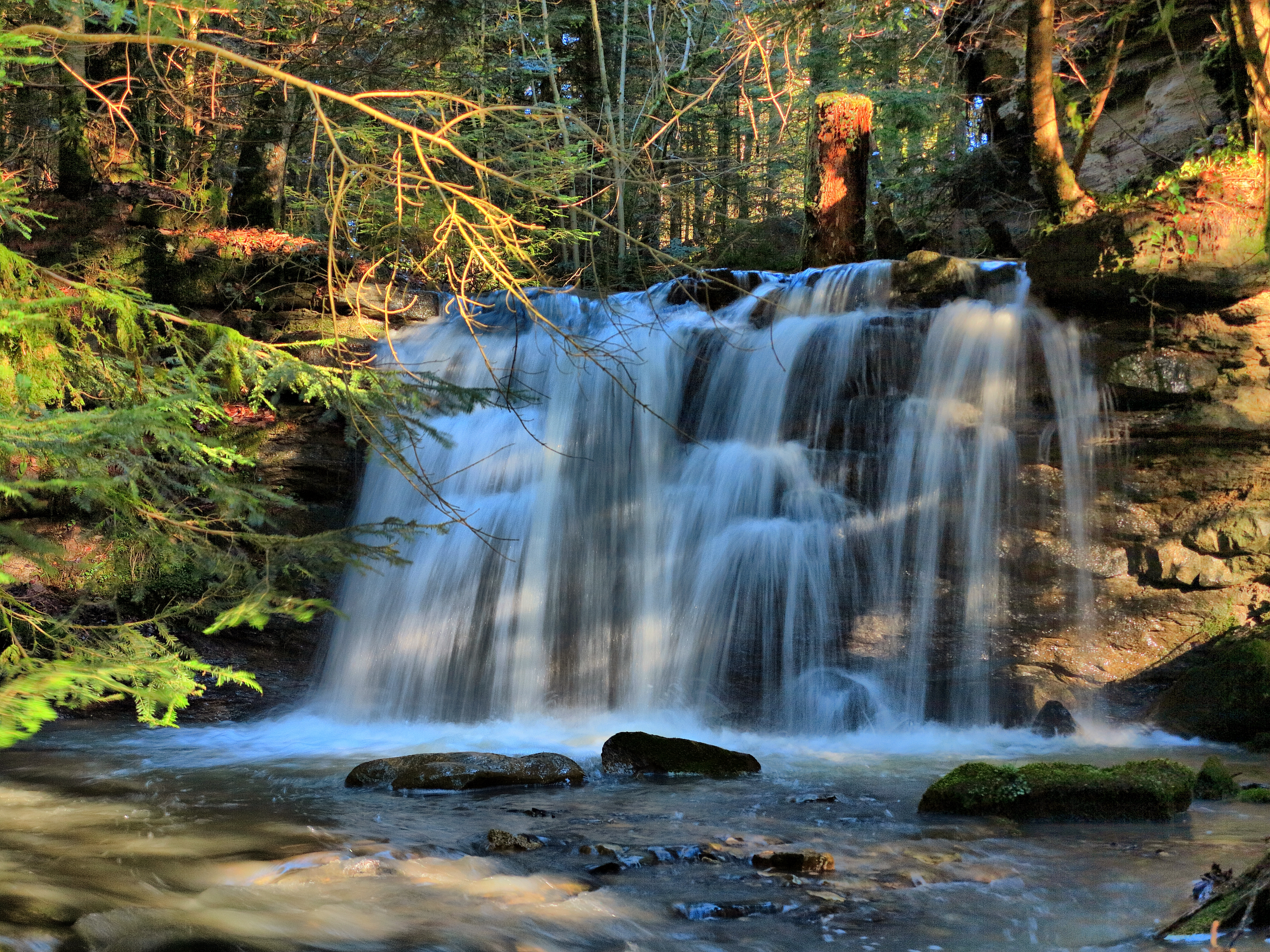
Cascade sur le ruisseau des Abyssines.
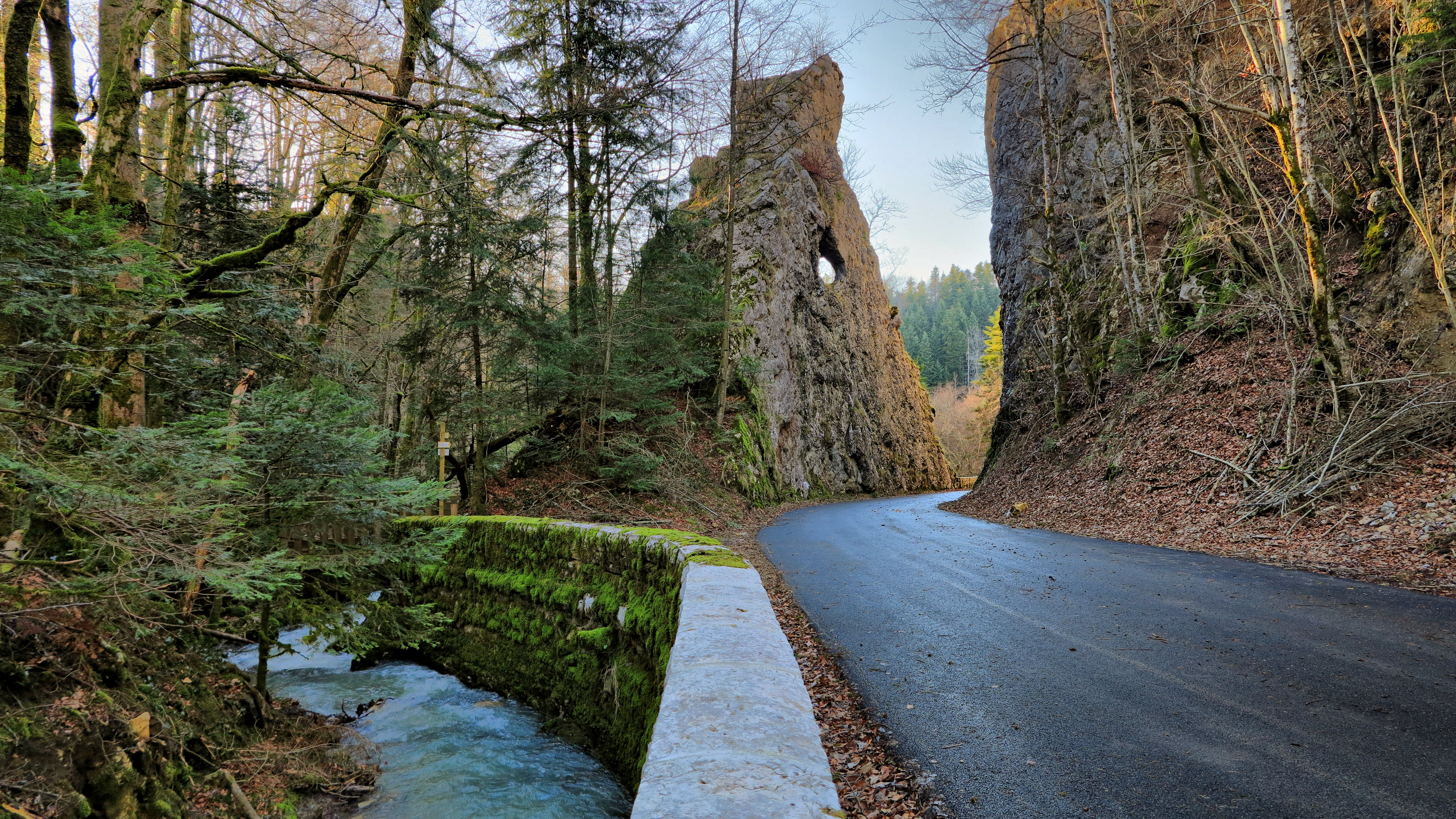
Le rocher de Rochanon.
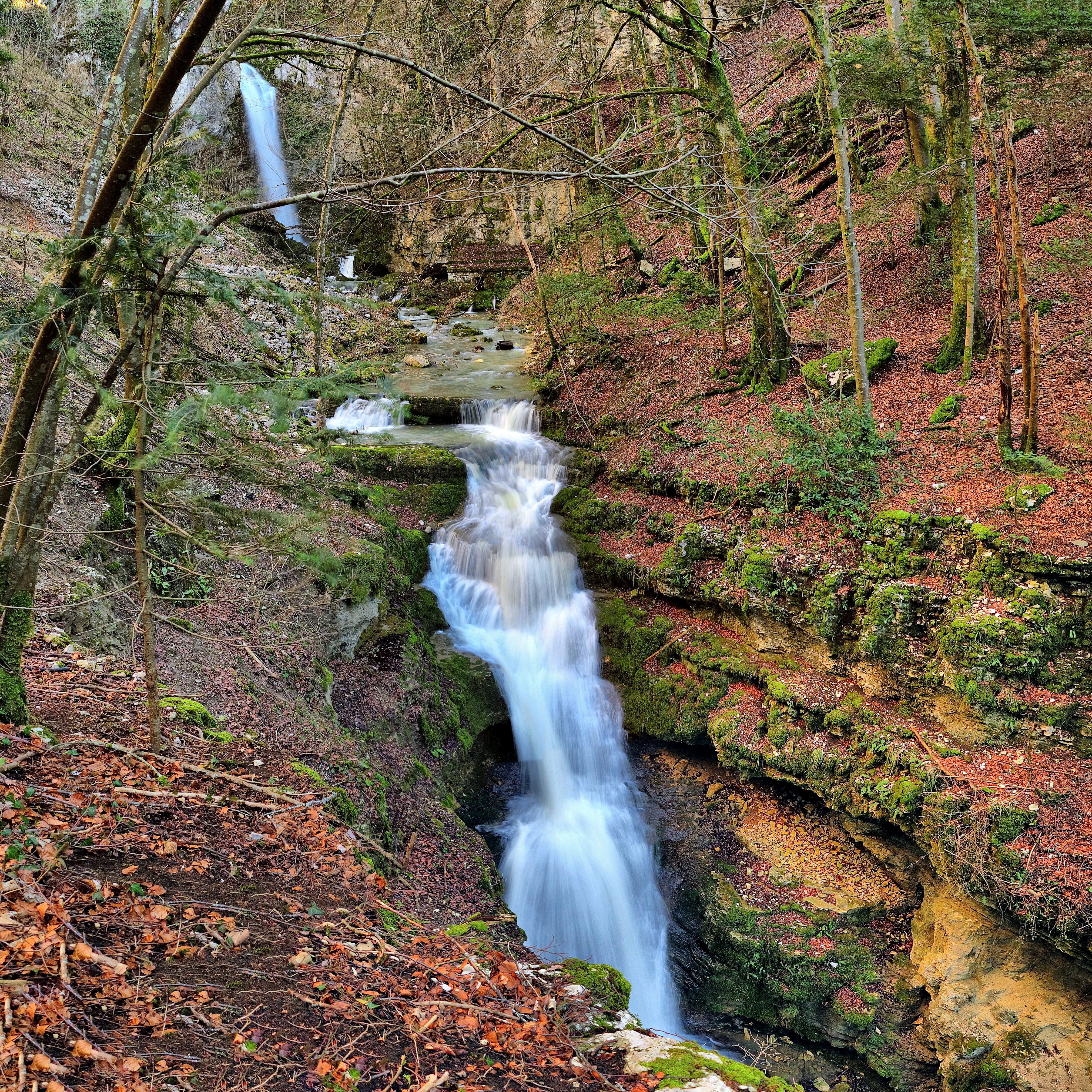
Cascades dans le canyon du Rochanon.
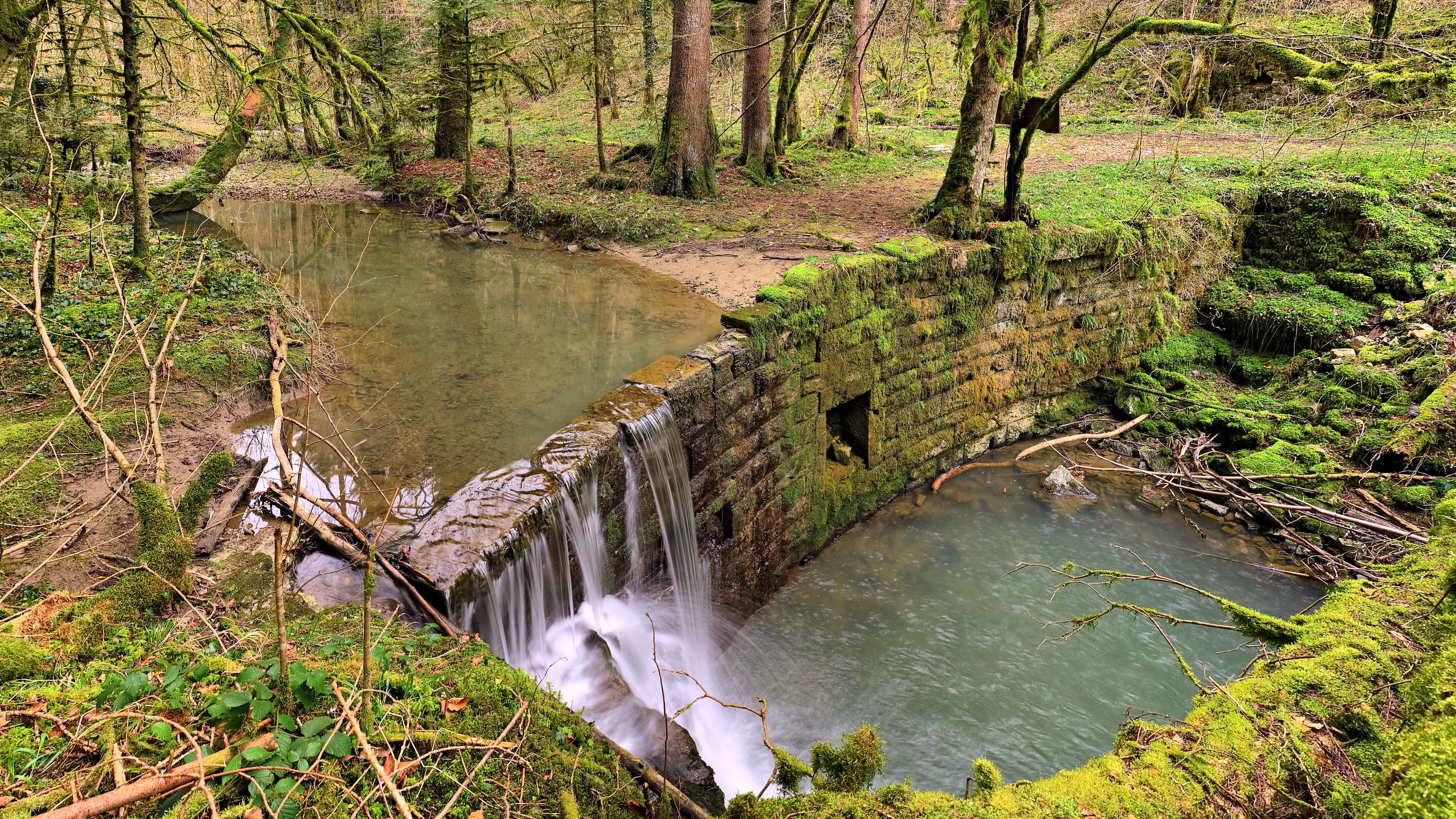
Le barrage de l'ancien moulin sur le ruisseau de Rochanon.

### Résurgences du ruisseau de Rochanon
Les études récentes de traçage à la fluorescéine ont permis de localiser les résurgences du ruisseau de Rochanon. Ce sont les exsurgences du Bief Poutot et de la Grande Baume situées à Lods dans la vallée de la Loue.

### Communes et cantons traversés
Dans le seul département du Doubs, le ruisseau de Rochanon traverse les trois communes suivantes, de l'amont vers l'aval, de Bolandoz, Déservillers et Amancey.

### Bassin versant
Le ruisseau de Rochanon traverse une seule zone hydrographique : La Loue, de la Brême au Lison inclus (U261).

## Affluent
Le ruisseau de Rochanon n’a pas d’affluent référencé.

## Hydrologie
Le ruisseau de Rochanon présente des fluctuations saisonnières de débit très marquées.